# 스타스트럭 (텔레비전 프로그램)
《스타스트럭》(영어: StarStruck)는 필리핀의 리얼리티 텔레비전 프로그램이다. 2003년 10월 27일 GMA 네트워크에서 처음 방송되었다.

## 같이 보기
- GMA 네트워크